# 真鈴
'*森衣真鈴'（まりん）はファッションモデル。
東京都出身。ニュートラルマネジメント （NMT inc.）所属。

## 出演

### 雑誌
- InRed
- an-an
- ar
- ゼクシィ
- BOB

### CM
- 武田薬品「タケダ漢方便秘薬」
- クラシエ「ナイーブ洗顔フォーム」
- アシェット・コレクションズ・ジャパン「かぎ針編み物セット」
- ユニ・チャーム「ソフィ　はだおもい　極うすスリム」
- SUZUKI「ワゴンR」
- 明治製菓・ポッカ「ココプレッソ」
- ダノンウォーターズオブジャパン「BODY ism」

### 広告
- 無印良品
- 大和ハウス×InRed「女性向け賃貸住宅」
- イオンバイク
- ららぽーと「LaLa TREND SUMMER2012」
- Nikon「Nikon 1」
- コロンビアスポーツウェアジャパン「2011FW Women's Promotion」
- JR「Japanese Beauty Hokuriku」キャンペーン広告
- 花王「さらさらパウダーシート」
- FERISSIMO「haco」
- 千趣会「暮らす服」
- 本田技研工業「カーライフ」